# Венские вальсы
«Венские вальсы» (англ. Waltzes from Vienna, альтернативное название англ. Strauss' Great Waltz) — музыкальная биографическая мелодрама режиссёра Альфреда Хичкока, снятая в 1934 году по пьесе Гая Болтона и Хайнца Райхерта, а также мюзиклу Эрнста Маришки «Великий вальс» и либретто Э. М. Уиллнера.

## Сюжет
Фильм рассказывает о написании вальса «На прекрасном голубом Дунае» австрийского композитора Иоганна Штрауса-младшего.
Молодой Иоганн, как и его отец, сочиняет музыку, но не получает признания. Он влюблён в дочку ресторатора Рейзи, но тот не одобряет увлечение юноши музыкой и заставляет его работать в пекарне. Девушка ревнует Иоганна к богатой и красивой графине Хельге фон Шталь, когда та просит юное дарование написать для неё вальс…

## В ролях
- Эсмонд Найт — Иоганн Штраусс-младший
- Джесси Мэтьюз — Рейзи
- Эдмунд Гвенн — Иоганн Штраусс-старший
- Фэй Комптон — графиня Хельга фон Шталь
- Фрэнк Воспер — принц Гюстав
- Роберт Хейл — Эбезедер
- Маркус Бэррон — Дрекстер
- Чарльз Хеслоп — слуга
- Бетти Хантли-Райт — камеристка
- Хиндл Эдгар — Леопольд
- Сибил Гроув — мадам Фуше
- Билл Шайн — Карл
- Бертрам Денч — машинист локомотива
- Б. М. Льюис — Домейер
- Сирил Смит — секретарь
- Джон Сингер — парень (нет в титрах)

## Съёмочная группа
- Режиссёр: Альфред Хичкок
- Сценаристы: Гай Болтон (пьеса), Хайнц Райхерт (пьеса), Альма Ревилль, Клод Аллен (французские диалоги), Андре Дюже (французская адаптация), Эрнст Маришка (нет в титрах), Э. М. Уиллнер (нет в титрах)
- Продюсер: Томас Чарльз Арнольд
- Оператор: Глен МакУильямс
- Монтаж: Чарльз Френд, мадам Х. Вюрцер
- Художник: Альфред Юнге
- Звукооператор: Э. Бирк
- Дирижёр: Луис Левай

## Интересные факты
В интервью с режиссёром Франсуа Трюффо в 1964 году, а также многих других интервью, Хичкок отзывался об этом фильме, как о самой большой неудаче в его карьере.

## Используемая музыка
- «Марш Радецкого» (op. 228) Иогана Штрауса-отца
- Вальс «На прекрасном голубом Дунае» (op. 314) Иогана Штрауса-сына
- Вальс Morning Papers (op. 279) Иогана Штрауса-сына
- Вальс Wein, Weib und Gesang (op. 333) Иогана Штрауса-сына
- Вальс Künstlerleben (op. 316) Иогана Штрауса-сына
- Вальс Wiener Blut (op. 354) Иогана Штрауса-сына